# Arantina
Arantina es un municipio brasileño del estado de Minas Gerais. 

## Geografía
Su población estimada en 2004 era de 3.043 habitantes. La altitud media del municipio es de 1050 metros.